# (36735) 2000 RF55
2000 RF55 (asteroide 36735) é um asteroide da cintura principal. Possui uma excentricidade de 0.21217580 e uma inclinação de 14.40610º.
Este asteroide foi descoberto no dia 3 de setembro de 2000 por LINEAR em Socorro.